# Коронавірусна хвороба 2019 у Нікарагуа
Епідемія коронавірусної хвороби 2019 у Нікарагуа — це поширення пандемії коронавірусної хвороби 2019 на територію Нікарагуа. Перший випадок у країні зареєстровано 18 березня у громадянина Нікарагуа, який повернувся до країни з Панами. Згідно з офіційними даними міністерства охорони здоров'я Нікарагуа, після повідомлення про перший випадок 18 березня протягом наступних 8 тижнів було виявлено незначну кількість випадків хвороби, поки у травні 2020 року не почалося значне збільшення кількості випадків. Згодом, приблизно з середини липня 2020 року, кількість нових випадків швидко зменшилася, і станом на січень 2021 року в Нікарагуа в цілому зареєстровано один з найменших показників захворюваності в Латинській Америці. Проте низка лідерів опозиції критикують підхід уряду до контролю над епідемією, а організація під назвою «Нагляд громадян» заявила, що цифри значно вищі, зокрема кількість смертей від коронавірусної хвороби.

## Заходи боротьби з епідемією

### Методи боротьби з епідемією
Спочатку уряд зосередився на освітній програмі профілактики інфікування, у рамках якої медичні працівники та волонтери відвідали 1,2 мільйона домогосподарств країни в останній тиждень березня, додаткова інформація про хворобу поширювалась по телевізору та іншими засобами масової інформації. Урядові заходи щодо попередження поширення коронавірусної хвороби було визнано спробою утримати епідемію під контролем, дозволяючи країні продовжувати нормальну життєдіяльність без локдауну. Підхід уряду був чітко опублікований 25 травня у його «Білій книзі», у якій пояснюється його підхід до контролю епідемії хвороби. У документі підхід Нікарагуа уподібнюється підходу Швеції: «Зі збільшенням відмови від жорсткого карантину всі країни світу повинні будуть поєднувати боротьбу з коронавірусом паралельно з функціонуванням суспільства, так як це робили Нікарагуа та Швеція з самого початку».
Діти повернулися до школи як зазвичай після великодніх свят 2020 року, державні службовці також повернулися на роботу, і більшість видів діяльності продовжувались з мінімальними обмеженнями. Президент країни Даніель Ортега сказав, що нікарагуанці «не перестали працювати, тому що якщо ця країна перестане працювати, вона загине».
Ана Емілія Соліс із Всесвітньої організації охорони здоров'я заявила в березні 2020 року, що з січня, коли уряд Нікарагуа оголосив санітарне попередження через загрозу поширення COVID-19, Нікарагуа працює відповідно до керівних принципів ВООЗ. За її словами, уряд проводить велику роботу із залучення фахівців медицини до боротьби з поширенням інфекції, посилюючи епідеміологічний нагляд, та співпрацює з мережею місцевих закладів охорони здоров'я з метою виявлення ймовірних випадків хвороби по всій території країни.
Делегація регіонального відділення ВООЗ, Панамериканської організації охорони здоров'я, відвідала країну у другому тижні березня для координації заходів щодо боротьби з поширенням коронавірусної хвороби. Керівник делегації Александр Флоренсіо, заявив, що в країні «створені найкращі умови [для боротьби з епідемією]». Флоренсіо додав, що «рішення, що приймаються [урядом], включають усі рекомендації Панамериканської організації охорони здоров'я».

### Критика
Частина критиків уряду Даніеля Ортеги спочатку стверджували, що уряд применшує масштаби поширення хвороби та важкість її перебігу. За підрахунками організації «Громадський нагляд», у травні 2020 року кількість хворих у країні в 4 рази перевищувала офіційні показники, а кількість смертей у 20 разів перевищувала офіційну цифру, проте походження цих даних є невідомим, а представники організації залишились невідомими.
До виявлення коронавірусу в Нікарагуа прихильники уряду організували великий публічний мітинг на знак солідарності з жертвами коронавірусної хвороби в інших країнах. Проте цю подію критикували за відсутність соціальної дистанції між її учасниками. Опозиційна партія Національна коаліція написала лист-скаргу до Всесвітньої організації охорони здоров'я, стверджуючи, що представник ВООЗ Ана Емілія Соліс повинна підтримувати більш жорсткі заходи боротьби з поширенням коронавірусної хвороби, незважаючи на те, що її рекомендації відповідають керівним принципам ВООЗ.
18 травня 2020 року близько 700 медичних працівників підписали лист, та надіслали його уряду, в якому закликали вжити профілактичних заходів, запропонованих ВООЗ для контролю за розповсюдженням COVID-19 в країні. Вони висловили занепокоєння щодо слабкої системи охорони здоров'я країни, оскільки це загрожує життю людей у країні. У відповідь на цей лист 6 і 9 червня міністерство охорони здоров'я Нікарагуа звільнило низку медичних працівників, обминаючи усі законні процедури. Організація «Human Rights Watch» закликала владу Нікарагуа повернути цих працівників на роботу з компенсацією заробітної плати, та вжити необхідних превентивних заходів для боротьби з епідемією.

## Хронологія

### Березень 2020 року
16 березня віцепрезидент Росаріо Мурільйо оголосила про початок підготовки до Страсного тижня (важливого свята, яке відзначається по всій країні), що описано опозиційною газетою «La Prensa» як «ставка на туризм» і «підтримка життя туризму під час пандемії». Представники уряду також заявили, що перетин кордону буде проходити нормально, але з медичними бригадами, які будуть проводити «відповідні заходи», зокрема перевірку температури тіла.
17 березня віцепрезидент Росаріо Мурільйо заявила, що Куба збирається направити лікарів та надіслати лікарські препарати в Нікарагуа для допомоги у боротьбі з коронавірусною хворобою, незважаючи на те, що в країні на той час не було підтверджених випадків. Мурільйо також стверджувала, що медичні товари надіслала також Венесуела.
18 березня Мурільйо повідомила про перший підтверджений випадок коронавірусної хвороби у Нікарагуа, яким став 40-річний чоловік, який нещодавно повернувся в Нікарагуа із Панами. Щодо стану хворого Мурільйо повідомила, що він перебуває на ізоляції та у стабільному стані, і що вона сподівається, що йому не знадобиться переведення на апарат штучної вентиляції легень.
20 березня підтверджений другий випадок хвороби в країні в нікарагуанця, який прибув з Колумбії.
26 березня повідомлено про першу смерть, пов'язану з коронавірусом у Нікарагуа, особа, яка померла, також мала кілька інших супутніх хвороб, зокрема повідомлено, що
в хворого раніше діагностовано ВІЛ-інфекцію.

### З квітня по травень 2020 року
1 квітня Тайвань подарував Нікарагуа засоби захисту для медичних працівників.
Протягом усього квітня та першої половини травня було зареєстровано потік нових випадків хвороби (міністерство охорони здоров'я звітувало лише щотижня з 5 травня). До 12 травня було зареєстровано лише 25 випадків хвороби, із яких 8 померли.

### Зростання кількості випадків: з травня по червень
12 травня міністерство охорони здоров'я повідомило про помітне збільшення кількості випадків хвороби, виявлено 9 нових випадків, загальна кількість випадків хвороби в країні зросла до 25, з яких 3 померли. Також повідомлено, що серед хворих, у яких діагностовано коронавірусну хворобу, зареєстровано кілька випадків смерті від інших важких хвороб.
19 травня міністерство охорони здоров'я повідомило про загалом 254 випадки хвороби в країні, з яких померли 17, одужали 199 хворих. Система центральноамериканської інтеграції уточнила, що 254 були додатковими до нині активних 25 випадків, і загальна кількість випадків у країні становить 279.
26 травня у щотижневому звіті повідомлено про 480 нових випадків хвороби, загальна кількість випадків у країні зросла до 759, зареєстровано 35 смертей та 370 одужань.
2 червня було зареєстровано 359 нових випадків хвороби, в цілому 1118, кількість смертей зросла до 46, кількість одужань зросла до 691. Наступного тижня зареєстровано 346 нових випадків хвороби (всього 1464, 55 померли, 953 одужали).
Наступні чотири тижні показали збереження тенденції: 9 червня — 346 нових випадків, загалом 1464, у тому числі 55 смертей та 953 одужання; 16 червня — 359 нових випадків (загальна кількість випадків 1823, загальна кількість смертей 64, 1238 одужання); 23 червня 346 нових випадків хвороби (всього 2170 випадків, 74 смерті, 1489 одужань); та 349 нових випадків 30 червня (загалом 2519 випадків, 83 смерті, 1750 одужань).

### Повільне покращення ситуації: липень та серпень 2020 року
Починаючи з липня 2020 року згідно щотижневих статистичних звітів кількість нових випадків розпочала поступово зменшуватися. 7 липня повідомлено, зареєстровано загалом 2846 випадків хвороби, 91 смерть та 1993 одужань. 14 липня повідомлено про загалом 3147 випадків хвороби, 99 смертей та 2282 одужань. 21 липня повідомлено про 3439 випадків хвороби, 108 смертей та 2492 одужань. На 28 липня зареєстровано загалом 3672 випадків хвороби, 116 смертей та 2731 одужань.
4 серпня в країні зареєстровано загалом 3902 випадки хвороби, 123 смерті та 2973 одужання. Дані за 11 серпня показали 4115 випадків, 128 смертей та 3072 одужання. 18 серпня було зареєстровано ще 196 випадків та 5 смертей, загальна кількість випадків зросла до 4311, загальна кількість смертей до 133, додаткової інформації про одужання не надходило. 25 серпня загальна кількість зросла до 4494 випадків, 3339 одужань та 137 смертей.

### З вересня по грудень
1 вересня «Forbes International» повідомив, що Нікарагуа мало найвищий відсоток одужання в Системі центральноамериканської інтеграції — 91,25 %, випередивши Гватемалу (83,13 %) і Панаму (71,39 %). За цей тиждень зареєстровано 4668 випадків хвороби, 141 смерть та 3458 одужання. Протягом наступних чотирьох тижнів до 29 вересня кількість випадків хвороби зросла до 5170, зареєстровано 151 смерть та 3898 одужання.
До 27 жовтня кількість випадків хвороби повільно зросла до 5514 випадків, 156 смертей та 4188 одужання. 3 листопада в країні зареєстровано загалом 5591 випадків хвороби, 157 смертей та 4246 одужання.

### 2021 рік
До 12 січня 2021 року за урядовими даними в країні загалом зареєстровано 6152 випадків хвороби, 167 смертей та 4694 одужань. До 23 лютого офіційні дані свідчили про 6445 випадків хвороби, 174 смертей та 4922 одужання.
3 лютого уряд дозволив застосування російської вакцини «Спутник V», а перші щеплення нею зроблені 3 березня. Нікарагуа також повинна отримати вакцину «AstraZeneca» проти COVID-19.

## Альтернативні оцінки
Газета «La Prensa» першою опублікувала альтернативні цифри, повідомивши про дві «неофіційні» смерті від коронавірусної хвороби, одним із померлих був 58-річний співробітник аеропорту Манагуа, якому, за даними газети, діагноз був поставлений 25 квітня, а помер він 29 квітня, другим був 70-річний житель Естелі, який за даними газети помер того ж дня. На той час ці випадки не були включені до офіційного підрахунку.
Організація під назвою «Громадський нагляд» стверджувала, що справжні цифри поширеності та смертності від коронавірусної хвороби набагато вищі. У її доповіді сказано, що 8 червня кількість смертей у 20 разів перевищувала офіційні показники, принаймні 980 смертей проти 46 офіційних даних на той момент. Кількість випадків хвороби також була оцінена в 4000 проти офіційної кількості у 1118. У доповіді зазначалося, що занижена кількість повідомлень про смертність пояснюється виставленням причини смерті діагнозу «атипова пневмонія», а не COVID-19. Станом на серпень 2020 року «Громадський нагляд» переглянув близько 9 тисяч випадків, що було приблизно вдвічі більше, ніж подавала офіційна стастика, але все ще значно нижче, ніж в усіх інших країнах Центральної Америки, за винятком (на той час) малонаселеного Белізу. Однак «Громадський нагляд» не вказує на походження цих даних, які, на думку Джона Перрі з Ради з питань півкулі, оприлюднені «анонімними експертами», які формуються з «громадянського суспільства, соціальних мереж, цифрових активістів та постраждалих сімей» та з чогось, що описується як «спонтанна громадська думка». У січні 2021 року «Громадський нагляд» повідомив загалом про 12404 випадків хвороби, що майже рівно вдвічі перевищує офіційний підрахунок уряду, але все-таки лише 9 % та 7 % відповідно до кількості випадків у сусідніх країнах — Гондурасі на півночі та Коста-Риці на півдні.

## Вакцинація
Нікарагуа разом з Гватемалою та Гондурасом є найповільнішою країною щодо вакцинації проти COVID-19 у Центральній Америці. На початок червня 2021 року в Нікарагуа було введено 2,5 дози вакцини на 100 осіб, що в цілому дорівнює 167500 введених доз. Нікарагуа отримала 135 тисяч доз вакцини через механізм COVAX, всесвітню ініціативу, спрямовану на справедливий доступ до вакцин проти COVID-19. Ініціатива виділила Нікарагуа загалом 432 тисячі доз, які мали бути доставлені протягом 2021 року. Нікарагуа отримала 6 тисяч доз «Спутник V» від Російського фонду прямих інвестицій, а також 200 тисяч дози «Covishield» (вакцина AstraZeneca/Oxford) від Індії. Подібно до Гондурасу, Гватемали та Парагваю, Нікарагуа не отримала пожертвування вакцин від КНР, оскільки країна підтримує дипломатичні відносини з Тайванем і визнає Тайбей замість Пекіна. Крім того, Нікарагуа планує придбати 6,86 мільйона доз вакцин із фінансуванням у розмірі 100 мільйонів доларів США, схваленим Центральноамериканським банком економічної інтеграції. Уряд країни запланував вакцинувати 3,27 мільйона нікарагуанців, починаючи з працівників прикордонних пунктів, вчителів, фахівців з туризму та інших установ, а також груп ризику віком від 40 до 59 років.

## Вплив на спорт
На початку пандемії хвороби в Нікарагуа, незвично у порівнянні з іншими країнами, більшість запланованих спортивних змагань тривали в той час, коли вони були скасовані в більшості країн.
25 квітня в Манагуа було проведено змагання з боксу за строгих карантинних умов. Всім глядачам перевіряли температуру на вході, і вони були змушені сідати за три місця один від одного в масках. Перед боєм боксерів обприскали дезінфікуючим засобом.
Наприкінці травня 2020 року кілька гравців клубу Нікарагуанської професійної бейсбольної ліги «Фієрас де Сан-Фернандо» заразилися COVID-19. Тренер Карлос Аранда захворів, та був доставлений в лікарню вже без свідомості і помер. Після його смерті дуже багато бейсболістів відмовилися виходити на ігри, внаслідок чого лізі довелося призупинити плей-офф. Повідомлялося, що на початку року гравцям, які заявили, що хочуть носити маски або взагалі не грати, погрожували дискваліфікацією та штрафами. Повідомлялося, що на початку року бейсболістам, які заявили, що хочуть носити маски або взагалі не грати, погрожували дискваліфікацією та штрафами. Інцидент привернув міжнародну увагу до заходів країни в боротьбі з поширенням хвороби.